# EMD GP28形ディーゼル機関車
EMD GP28は、1964年3月から1965年11月の間にアメリカのGM-EMDが製造した電気式ディーゼル機関車である。GP18のエンジンとGP35の車体を組み合わせた、GP35のノンターボバージョンである。

## 詳細
GP35の車体を使用しているため、ショート・フードの高さが低いロー・フードであるが、メキシコのチワワ太平洋鉄道の808号 - 810号は、ショート・フード内に蒸気発生装置を搭載しているためハイ・フードタイプとなっている。
装備のバリエーションとして、ダイナミックブレーキを装備しないものがあった。これらの車両にはロング・フード中央上部の左右への張り出しがない。
製造は31両にとどまり、16両はアメリカで使用され、10両はメキシコに、5両はペルーに輸出された。